# Ski Patrol
Ski Patrol byla britská post-punková skupina, založená v roce 1979. Svůj název si skupina zvolila podle stejnojmenné písně velšského hudebníka Johna Calea. Původní sestavu tvořil zpěvák Ian Lowery, kytarista Nick Clift, baskytarista Pete Balmer a bubeník Bruce Archibald. Balmer a Archibald v roce 1980 odešli a nahradili je Francis Cook (baskytara) a Alan Cole (bicí). Svůj první singl „Everything Is Temporary“ skupina vydala v roce 1980 a později vyšly tři další. V roce 2014 vyšlo kompilační album nazvané Versions of a Life, které sestavil kytarista Nick Clift.

## Členové
- Ian Lowery – zpěv
- Nick Clift – kytara
- Pete Balmer – baskytara (1979–1980)
- Francis Cook – baskytara (1980–1981)
- Bruce Archibald – bicí (1979–1980)
- Alan Cole – bicí (1980–1981)

## Diskografie
- „Everything Is Temporary“ / „Silent Scream“ (1980)
- „Agent Orange“ / „Driving“ (1980)
- „Cut“ / „Faith in Transition“ (1981)
- „Bright Shiny Things“ / „Electric Bell Girls“ (1982)